# Chihuo sunzao
Chihuo sunzao là một loài bướm đêm trong họ Geometridae.